# Christian Brotcorne
Christian Brotcorne (Leuze, 9 december 1953) is een Belgisch politicus van de cdH, sinds maart 2022 Les Engagés genaamd.

## Levensloop
Als licentiaat in de rechten aan de Université Catholique de Louvain werd Brotcorne beroepshalve advocaat.
Hij werd op jonge leeftijd lid van de PSC, de voorloper van het cdH, en is voor deze partij sinds 1977 gemeenteraadslid van Leuze-en-Hainaut, waar hij van 1977 tot 1982 en van 1989 tot 1994 schepen was. In 1991 was hij korte tijd waarnemend burgemeester. Van 1995 tot 2012 was hij cdH-fractieleider in de gemeenteraad van Leuze-en-Hainaut, van 2012 tot 2018 was hij de burgemeester van de gemeente en van 2018 tot 2019 eerste schepen. Tevens was hij van 1987 tot 2000 provincieraadslid van Henegouwen en van 1993 tot 2000 was hij voorzitter van de provincieraad.
In 2002 werd Brotcorne lid van het Parlement van de Franse Gemeenschap en van het Waals Parlement ter opvolging van de overleden Georges Sénéca en bleef dit tot in 2007. Van 2003 tot 2007 was hij tevens gemeenschapssenator in de Belgische Senaat, waar hij van 2004 tot 2007 voorzitter van de cdH-fractie was. 
In 2007 stapte hij over naar de Kamer van volksvertegenwoordigers, waar hij zetelde tot in 2019. Van 2008 tot 2010 en van juli tot oktober 2014 was hij daar ook voorzitter van de cdH-fractie. Bij de verkiezingen van 2019 raakte hij als lijstduwer van de Henegouwse cdH-Kamerlijst niet herkozen.
Op 21 mei 2014 werd hij benoemd tot commandeur in de Leopoldsorde.